# Доттікон
Доттікон (нім. Dottikon) — громада  в Швейцарії в кантоні Ааргау, округ Бремгартен.

## Географія
Громада розташована на відстані близько 80 км на північний схід від Берна, 15 км на схід від Аарау.
Доттікон має площу 3,9 км², з яких на 29,7% дозволяється будівництво (житлове та будівництво доріг), 47,3% використовуються в сільськогосподарських цілях, 22,3% зайнято лісами, 0,8% не є продуктивними (річки, льодовики або гори).

## Демографія
2019 року в громаді мешкало 3891 особа (+19,2% порівняно з 2010 роком), іноземців було 37,1%. Густота населення становила 1003 осіб/км².
За віковим діапазоном населення розподілялося таким чином: 20% — особи молодші 20 років, 63,7% — особи у віці 20—64 років, 16,3% — особи у віці 65 років та старші. Було 1702 помешкань (у середньому 2,3 особи в помешканні).
Із загальної кількості 1163 працюючих 29 було зайнятих в первинному секторі, 681 — в обробній промисловості, 453 — в галузі послуг.